# Роснет
ОАО «Российская телекоммуникационная сеть» (ОАО РТС, торговая марка: РОСНЕТ) создано в 1992 году, инициатором и одним из главных учредителей компании стал Виктор Абрамович Полищук.
Участник СРО НП "Объединение организаций по проектированию объектов связи и телекоммуникаций «ПроектСвязьТелеком». Участник СРО НП "Объединение организаций по строительству, реконструкции и капитальному ремонту объектов связи и телекоммуникаций «СтройСвязьТелеком».
Вошла в состав ОАО Ростелеком.

## История
В 1993 году на территории России была развернута сеть передачи данных по протоколу Х.25. Зарегистрирован товарный знак ROSNET™.
В 1994 году становится одним из первых в стране Интернет-провайдеров.
В 1996 году начинается предоставление услуг телефонной связи, а также услуг системной интеграции.
В 1997 году после проведения модернизации сеть ОАО РТС становится многопротокольной (Х.25, TCP/IP, Frame Relay, ATM).
В 1998 году создается сеть радиодоступа ROSNET™ (г. Москва, г. Санкт-Петербург и ряд регионов России).
В 1999 году министерством связи РФ одобрена программа построения интегрированной цифровой сети связи ROSNET™ на территории России.
В 2000 году начато предоставление услуг связи с использованием универсальных сервисных карт ROSNET™.
В 2001 году в Москве введена в эксплуатацию собственная городская АТС компании с десятитысячной номерной ёмкостью в коде АВС=495
В 2002 году введены в эксплуатацию новые узлы ИЦСС ROSNET™ (гг. Новосибирск, Ставрополь и Челябинск).
В 2003 году построены новые узлы связи (гг. Владивосток, Ульяновск, Калининград, Белгород), модернизация узлов (гг. Мурманск, Пермь, Ростов-на-Дону, Ставрополь, Барнаул и Екатеринбург. Организован филиал в г. Новосибирск и представительство в г. Владивосток
ОАО РТС признано победителем конкурса Министерства информационных технологий и связи РФ на соискание премии в области качества в номинации «Операторы передачи данных и телематических служб».
В 2004 году ОАО РТС становится 100 % дочерним предприятием ОАО «ЦентрТелеком» и входит в группу компаний ОАО «Связьинвест».
В 2005 году компанией реализуется инвестиционная программа, в рамках которой, в частности, вдвое увеличивается длина собственной оптоволоконной сети в Москве, происходит перевод радиосети на новую технологию pre-WiMax, модернизуется мультисервисная сеть в Москве, пропускная способность которой достигает 10 Гб/с, устанавливается современный программный коммутатор (softswitch) PGW 2200 фирмы CISCO, построено более 200 км ВОЛС и введено в эксплуатацию более 200 узлов в г. Москва и городах ЦФО.
В 2006 году ОАО РТС развивает предоставление интеллектуальных услуг на базе серверов услуг и программных коммутаторов. В рамках этого направления деятельности пользователям предоставляются услуги SIP-телефонии.
В 2007 году завершено строительство и введена в эксплуатацию 30-ти тысячная номерная ёмкость в коде АВС=495 в Москве на базе телефонного коммутатора AXE-10 фирмы «Ericsson».
Построенная ОАО РТС зоновая сеть связи была присоединена к сетям операторов междугородной и международной телефонной связи (ОАО «Ростелеком», ОАО «МТТ» и ООО «СЦС Совинтел»).
Введена в действие услуга «неПростой номер» (виртуальная АТС), объединяющая в себе возможности IP-PBX, центра обработки вызовов, телеконференций.
В 2008 году выдан Сертификат соответствия системы менеджмента качества требованиям ГОСТ Р ИСО 9001-2001
В 2011 году в связи с реорганизацией ОАО «Связьинвест» с 1 апреля ОАО РТС становится дочерней компанией ОАО «Ростелеком». В этом же году ОАО РТС начало реализацию новой стратегии развития компании в сторону сервисной компании.
1 октября 2013 года была исключена из Единого государственного реестра юридических лиц в связи с присоединением к ОАО «Ростелеком».

## Слияния и поглощения
В феврале 2004 года ОАО «ЦентрТелеком» приобрело ОАО РТС, заплатив около $30 млн.

В 2005 году проводится реорганизация ОАО РТС в форме присоединения к нему ОАО «АЭРОКОМ» и ЗАО «ЦентрТелекомСервис Московской области» (ЗАО «ЦТКС МО»). На базе этого слияния осуществляется интеграция ОАО РТС и присоединенных к нему ресурсов ОАО «АЭРОКОМ» и ЗАО «ЦТКС МО». В октябре 2005 году происходит объединение сетей ОАО «РТС», ОАО «АЭРОКОМ» и ЗАО «ЦТКС МО» в единый комплекс, как по функционированию, так и по управлению и мониторингу.
В 2006 году компания «ЦентрТелеком» (межрегиональная дочерняя компания ОАО «Связьинвест») продала все региональные активы РОСНЕТ в ЗАО «Старт Телеком», оставив себе только сеть в Москве и подразделение, занимающееся системной интеграцией.
Начиная с 1 апреля 2011 года, ОАО «Российская телекоммуникационная сеть» (ОАО РТС) является 100 % дочерним предприятием ОАО «Ростелеком».
С 01.10.2013 Открытое акционерное общество «Российская телекоммуникационная сеть» прекратило свою деятельность. В соответствии с Решением единственного акционера ОАО РТС от 13 июня 2013 года, а также на основании Протокола Внеочередного общего собрания акционеров ОАО «Ростелеком» ОАО РТС реорганизовано в форме присоединения к Открытому акционерному обществу междугородной и международной электрической связи «Ростелеком».

## Собственники
С 10.06.2004 года единственным акционером ОАО «Российская телекоммуникационная сеть» является ОАО «ЦентрТелеком».
С 01.04.2011 года единственным акционером ОАО «Российская телекоммуникационная сеть» является ОАО «Ростелеком».

## Доходы компании
Значительную[сколько?] долю в доходах компании составляют работы по системной интеграции. Только в рамках этого направления деятельности клиентами ОАО «РТС» являются Центральный Банк России, Федеральная таможенная служба России, Сберегательный банк Российской Федерации.
По заказу Центральной избирательной комиссии России РОСНЕТ участвует в проектировании и создании подсистемы связи и передачи данных (ПСПД) Государственной автоматизированной системы «Выборы».